# مکس سندواس
مکس سندواس (انگلیسی: Max Sandvoss؛ زادهٔ ۲۳ ژوئن ۱۹۸۰) یک هنرپیشه اهل ایالات متحده آمریکا است.
از فیلم‌ها یا برنامه‌های تلویزیونی که وی در آن نقش داشته است می‌توان به آخرالزمان اشاره کرد.